# فمینیسم سفید
فمینیسم سفید (به انگلیسی: White feminism) اصطلاحی است برای توصیف عباراتی از فمینیسم که بر زنان سفیدپوست تمرکز دارد، و در عین حال برای بیان ناتوانی در پرداختن به وجود اشکال مختلف سرکوب که زنان اقلیت‌های قومی و زنان فاقد امتیازات دیگر با آن روبه‌رو هستند، استفاده می‌شود. سفید بودن در ساختار دادن تجربیات زندگی زنان سفیدپوست در زمینه‌های مختلف بسیار مهم است. این اصطلاح برای برچسب زدن و انتقاد از نظریه‌هایی استفاده شده است که صرفاً بر نابرابری مبتنی بر جنسیت تمرکز دارند. «فمینیسم سفید» بیشتر به‌عنوان برچسبی تحقیرآمیز استفاده می‌شود، و معمولاً برای سرزنش شکست در به رسمیت شناختن و ادغام اینترسکشنالیتی سایر ویژگی‌های هویتی در یک جنبش گسترده‌تر استفاده می‌شود که برای برابری در بیش از یک جبهه مبارزه می‌کند. در فمینیسم سفید، ستم بر زنان در چارچوبی تک‌محوری تحلیل می‌شود و در نتیجه هویت و تجربیات زنان اقلیت‌های قومی نادیده گرفته می‌شود. این اصطلاح همچنین برای اشاره به نظریه‌های فمینیستی به‌کار رفته است که به طور خاص بر تجربه زنان سفیدپوست، هم‌سوجنسی، دگرجنس‌گرا و توانمندگرایی تمرکز می‌کنند و در آن تجارب زنان بدون این ویژگی‌ها حذف یا به حاشیه رانده شده‌اند. این انتقاد عمدتاً علیه اولین موج‌های فمینیسم که حول محور توانمندسازی زنان طبقه متوسط سفیدپوست در جوامع غربی تلقی می‌شد، مطرح شده است. 
اصطلاح فمینیسم سفید نسبتاً جدید است، و منتقدان مفاهیمی که آن را نشان می‌دهد به آغاز جنبش فمینیستی، به‌ویژه در ایالات متحده نسبت می‌دهند.

## ریشه‌ها
در ابتدا، فمینیسم در جوامع غربی توسط زنان تحصیل‌کرده سفیدپوست که در درجه اول بر حق رأی و نمایندگی سیاسی تمرکز داشتند، آغاز شد. نمونه‌ای از این تمرکز در متن مری ولستون کرافت یافت می‌شود، و احقاق حقوق زنان منتشر شد، جایی که ولستون کرافت از برابری اخلاقی و سیاسی بین زن و مرد حمایت می‌کند، اما فقط اعضای طبقه متوسط را مورد خطاب قرار می‌دهد. به‌طور مشابه، در فرانسه، المپ دو گوژ از حقوق زنان در اعلامیه حقوق زن و شهروند مؤنث در سال ۱۷۹۱ دفاع کرد. فمینیسم سفید با تلاش برای پنهان کردن مشارکت و عملکرد زنان سفیدپوست در برترپنداری نژاد سفید، با قربانی دیدن آن‌ها به‌دلیل جنسیتشان، و عدم پاسخگویی برای نقشی که در آن دارند، هماهنگ می‌کند.